# Linia kolejowa Rokycany – Nezvěstice
Linia kolejowa Rokycany – Nezvěstice (Linia kolejowa nr 175 (Czechy)) – jednotorowa, regionalna i niezelektryfikowana linia kolejowa w Czechach. Łączy Rokycany i Nezvěstice. Przebiega w całości przez terytorium kraju pilzneńskiego.